# Neliopisthus niger
Neliopisthus niger là một loài tò vò trong họ Ichneumonidae.